# NPO1
NPO1은 네덜란드 공영 방송(NPO)에서 운영하는 텔레비전 채널이다.
2008년 기준으로 저녁 시간대(18:00~00:00)에서 22.5%의 네덜란드에서 가장 높은 시청률을 보유하였다. 주로 뉴스 및 시사, 스포츠를 중심으로 방송한다.
NPO1은 1951년 10월 2일에 네덜란드 최초의 텔레비전 방송으로 개국하였다. 개국 당시에는 당시 관리국이자 NOS의 전신인 NTS란 이름을 사용하였으나, 1964년 10월 1일 네덜란드 2(현 NPO2)의 개국과 함께 네덜란드 1(Nederland 1)로 개칭하였다. 1988년 4월 4일 네덜란드 3(현 NPO3)이 개국한 지 14년 뒤 2002년까지는 NOS를 통해 관리되었으나, 2002년 이후 NPO에서 직접 관리되고 있다. 2014년 8월 19일부터 NPO1로 개칭하였다.

## 주요 프로그램
- NOS Journaal : NOS 제작 : 뉴스 프로그램.
- EénVandaag : AVRO, TROS 제작 : 시사 프로그램.
- Vandaag de dag : WNL 제작 : 아침 정보 프로그램.
- Buitenhof : NTR, VARA, VPRO 제작 : 일요일 아침에 방송되는 토론 프로그램

## 역대 로고

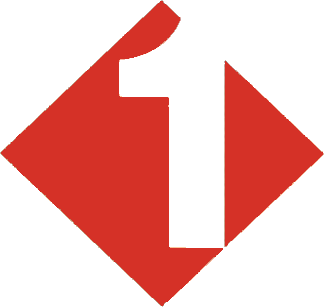
2000년-2003년 9월
2003년-2014년
2014년-현재

## 같이 보기
- 네덜란드 공영 방송(NPO)
- NPO2
- NPO3